# Chetogena lophyri
Chetogena lophyri là một loài ruồi trong họ Tachinidae.